# Roger Donaldson
Roger Donaldson (Ballarat, 1945. november 15. – ) Új-Zéland Érdemrendjével (ONZM) kitüntetett, Ausztráliában született, új-zélandi filmrendező, producer és forgatókönyvíró.

## Élete és pályafitása
Az ausztráliai Victoria államban található Ballarat városában született. 
1965-ben Új-Zélandra emigrált, ahol fotózással foglalkozó üzletet alapított. Donaldson dokumentumfilmesként folytatta pályafutását, forgatott többek közt az Everestről is. Donaldson később mozifilmek írójaként, rendezőjeként és gyártásvezetőjeként kereste kenyerét. A Bounty című, Fletcher Christian által kirobbantott hajólázadásról szóló film hozta meg számára az áttörést, a művet az 1984-es cannes-i filmfesztiválon Arany Pálma-díjra jelölték. A Bounty mellett az egyik legelismertebb filmje, a Kevin Costner és Gene Hackman főszereplésével készült Nincs kiútcímű thriller. 

## Magánélete
Kétszer nősült. Első házasságából négy gyermeke született. Fia, Chris Donaldson atléta, aki futóként részt vett az 1996-os és a 2000. évi nyári olimpiai játékokon is.

## Filmográfia

### Film
| Év   | Cím                            | Eredeti cím                                    | Feladatkör | Feladatkör | Feladatkör |
| Év   | Cím                            | Eredeti cím                                    | Rendező    | Producer   | Író        |
| ---- | ------------------------------ | ---------------------------------------------- | ---------- | ---------- | ---------- |
| 1977 |                                | Sleeping Dogs                                  | Igen       | Igen       | Nem        |
| 1980 |                                | Nutcase                                        | Igen       | Nem        | Nem        |
| 1981 | Roncspalota                    | Smash Palace                                   | Igen       | Igen       | Igen       |
| 1984 | A Bounty                       | The Bounty                                     | Igen       | Nem        | Nem        |
| 1985 |                                | Marie                                          | Igen       | Nem        | Nem        |
| 1987 | Nincs kiút                     | No Way Out                                     | Igen       | Nem        | Nem        |
| 1988 | Koktél                         | Cocktail                                       | Igen       | Nem        | Nem        |
| 1990 | Cadillac Man                   | Cadillac Man                                   | Igen       | Igen       | Nem        |
| 1992 | Fehér sivatag                  | White Sands                                    | Igen       | Nem        | Nem        |
| 1994 | Szökésben                      | The Getaway                                    | Igen       | Nem        | Nem        |
| 1995 | A lény                         | Species                                        | Igen       | Nem        | Nem        |
| 1997 | Dante pokla                    | Dante's Peak                                   | Igen       | Nem        | Nem        |
| 2000 | Tizenhárom nap – Az idegháború | Thirteen Days                                  | Igen       | Nem        | Nem        |
| 2003 | Beavatás                       | The Recruit                                    | Igen       | Nem        | Nem        |
| 2004 |                                | The Making of "Sleeping Dogs" (dokumentumfilm) | Nem        | Vezető     | Nem        |
| 2005 | A leggyorsabb Indian           | The World's Fastest Indian                     | Igen       | Igen       | Igen       |
| 2008 | Banki meló                     | The Bank Job                                   | Igen       | Nem        | Nem        |
| 2010 |                                | Lawyers (rövidfilm)                            | Igen       | Nem        | Nem        |
| 2011 | A bosszú jogán                 | Seeking Justice                                | Igen       | Nem        | Nem        |
| 2014 | November Man                   | The November Man                               | Igen       | Nem        | Nem        |
| 2017 |                                | McLaren (dokumentumfilm)                       | Igen       | Nem        | Nem        |

### Televízió
| Év        | Cím                                       | Feladatkör | Feladatkör | Feladatkör | Megjegyzések         |
| Év        | Cím                                       | Rendező    | Producer   | Író        | Megjegyzések         |
| --------- | ----------------------------------------- | ---------- | ---------- | ---------- | -------------------- |
| 1971      | Burt Munro: Offerings to the God of Speed | Igen       | Igen       | Nem        | dokumentum-rövidfilm |
| 1972      | Survey                                    | Igen       | Nem        | Nem        | 1 epizód             |
| 1974      | Derek                                     | Igen       | Nem        | Igen       | tévéfilm             |
| 1975-1976 | Winners and Losers                        | 5 epizód   | 6 epizód   | 1 epizód   | televíziós sorozat   |
| 1981      | Jocko                                     | Igen       | Nem        | Nem        | tévéfilm             |
| 1999      | A veszély vonzásában (Fearless)           | Nem        | Vezető     | Nem        | tévéfilm             |

## Fontosabb díjak és jelölések
| Díj                            | Kategória           | Film     | Eredmény |
| ------------------------------ | ------------------- | -------- | -------- |
| 1984-es cannes-i filmfesztivál | Arany Pálma         | A Bounty | Jelölve  |
| 9. Arany Málna-gála            | legrosszabb rendező | Koktél   | Jelölve  |

## Fordítás
- Ez a szócikk részben vagy egészben  a   Roger Donaldson című angol Wikipédia-szócikk ezen változatának fordításán alapul.  Az eredeti cikk szerkesztőit annak laptörténete sorolja fel. Ez a jelzés csupán a megfogalmazás eredetét és a szerzői jogokat jelzi, nem szolgál a cikkben szereplő információk forrásmegjelöléseként.